# Björn Karlsson (ishockeyspelare)
Björn Karlsson, född 7 januari 1989 i Rävemåla, är en svensk före detta ishockeyspelare på elitnivå. Hans moderklubb är Tingsryds AIF men började som 10-åring spela i Växjö Lakers ungdomsorganisation. Han har spelat TV-Pucken för Småland 2005/2006 och i Rögle BK:s J20-lag. Säsongen 2008/2009 skrev han kontrakt med Växjö Lakers i Hockeyallsvenskan. Under säsongen spelade han också 10 matcher för Gislaveds SK i Division 1. Han hade kontrakt med Växjö Lakers till säsongen 2011/2012. Sin sista säsong spelade han för moderklubben, Tingsryds AIF.